# Nashiba Nabirye
Nashiba Nabirye (* 20. Dezember 1996) ist eine ugandische Leichtathletin, die im Sprint antritt.

## Sportliche Laufbahn
Erste internationale Erfahrungen sammelte Nashiba Nabirye bei den Afrikaspielen 2019 in Rabat, bei denen sie im 400-Meter-Lauf bis in das Halbfinale gelangte, in dem sie mit 53,71 s ausschied. Zudem gewann sie mit der ugandischen 4-mal-400-Meter-Staffel in 3:32,25 min die Bronzemedaille hinter Nigeria und Botswana.
2019 wurde Nabirye ugandische Meisterin in der 4-mal-400-Meter-Staffel.

## Persönliche Bestleistungen
- 400 Meter: 53,62 s, 26. Juli 2019 in Kampala